# Max Muay Thai
Max Muay Thai ( en tailandés: แม็กซ์ มวยไทย   ) es un estadio y organizador de Muay Thai con sede en Pattaya, Tailandia, que transmite desde su propio estadio en el Canal 8 todos los domingos. La promoción ha sido acreditada por elevar el nivel de entretenimiento de Muaythai y por haber modernizado la forma en que se presentó en Tailandia . El estadio era un lugar importante fuera de la escena élite de muay thai en Bangkok . Después de que un incendio destruyera el estadio, las operaciones cesaron en diciembre de 2020.

## Historia
En noviembre de 2014, el estadio Max Muay Thai abrió sus puertas bajo la dirección del Sr. Nawat Thaochareeonsuk y Sr. Piyachart Srichan. A diferencia de los programas semanales de Muay Thai ofrecidos por el Rajadamnern Estadio y Lumpinee Estadio, Max Muay Thai redujo el tiempo de sus combates de 5 a 3 rounds por pelea y decidió añadir chicas del ring algo más común de ver en promociones occidentales. En 2018, después de la separación del equipo de cobertura de TV del Canal 8 de Max Muay Thai, apareció un nuevo competidor llamado Super Champ Muay Thai en Bangkok. Canal 8 es el radioemisor oficial de la promoción, televisó cada domingo. Después de un fuego destruyó el estadio, la promoción cesó operaciones en diciembre de 2020, pero estuvo a la espera a re-actividades de inicio en 2022.
El 18 de febrero de 2016, se produjo un incendio en el estadio Max Muay Thai en Pattaya y destruyó por completo el lugar causando daños estimados en 200 millones de baht tailandeses . Se cree que los técnicos estaban reparando las unidades de aire acondicionado en la parte trasera cuando explotó el compresor que inició el incendio. El incidente dejó al gerente del lugar ya otros 3 miembros del personal con heridas leves y posible envenenamiento por monóxido de carbono. El estadio no tenía seguro contra incendios y por tanto se vio obligado a cerrar.

## Competidores notables
- Liam Harrison
- Buakaw Banchamek
- Hamza Ngoto
- Nilmungkorn Sudsakorngym
- Sagetdao Petpayathai
- Andrei Kulebin
- Rodtang Jitmuangnon
- Sitthichai Sitsongpeenong
- Jomthong Chuwattana
- Mathias Gallo Cassarino
- Joseph Lasiri
- Yoshihiro Sato